# Bahnhof Hattersheim (Main)
Der Bahnhof Hattersheim (Main) ist neben dem Haltepunkt Eddersheim einer von zwei S-Bahn-Haltepunkten in der südhessischen Stadt Hattersheim am Main. Beide Haltepunkte liegen an der Taunus-Eisenbahn von Frankfurt (Main) Hauptbahnhof nach Wiesbaden Hauptbahnhof.

## Geschichte
Hattersheim war ein wichtiger Knotenpunkt der Postbeförderung in der Zeit vor der Eisenbahn: Hier bestand „eine der größten Poststationen des Fürstenhauses Thurn und Taxis“. Strecke und Bahnhof wurden am 24. November 1839 eröffnet. Mit dem Aufkommen der Eisenbahn verlor der Ort seine zentrale Bedeutung im Postverkehr. Auch der Bahnhof hatte im Betrieb der Taunus-Eisenbahn keine herausragende Bedeutung. Einziges Bauwerk war das Empfangsgebäude nach einem Entwurf von Ignaz Opfermann.
Das Sarotti-Werk sowie die Rhein-Main-Wellpappe AG in Hattersheim verfügten über eigene Gleisanschlüsse.
Im Mai 2016 wurde das Gleis 504 (Gleis neben dem durchgehenden Streckengleis 3 Richtung Frankfurt-Höchst) zurückgebaut.

## Empfangsgebäude
Das heutige Empfangsgebäude ist ein Umbau des ursprünglichen Gebäudes von 1877 im Stil des Spätklassizismus. Seine Adresse lautet Bahnhofsplatz 1. Es wird heute nicht mehr für den Eisenbahnbetrieb genutzt. Einen Teil nutzt die Stadt Hattersheim als Bürgerbüro, den anderen das Restaurant „Bahnsinn“.
Das Empfangsgebäude des Bahnhofs Hattersheim ist ein Baudenkmal aufgrund des Hessischen Denkmalschutzgesetzes und Teil der Route der Industriekultur Rhein-Main.

## Infrastruktur

### Gleisanlagen

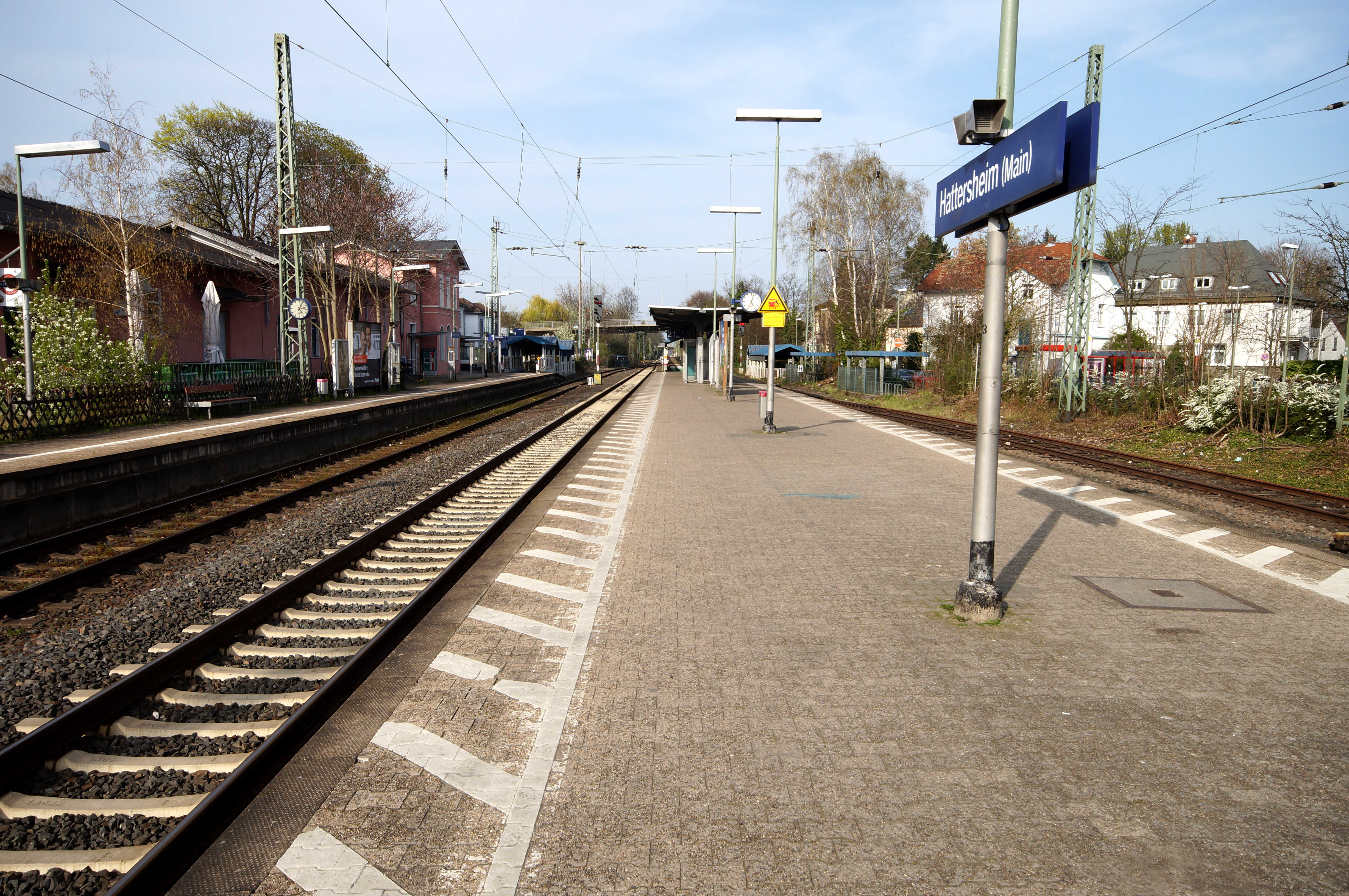
Bahnsteiganlagen

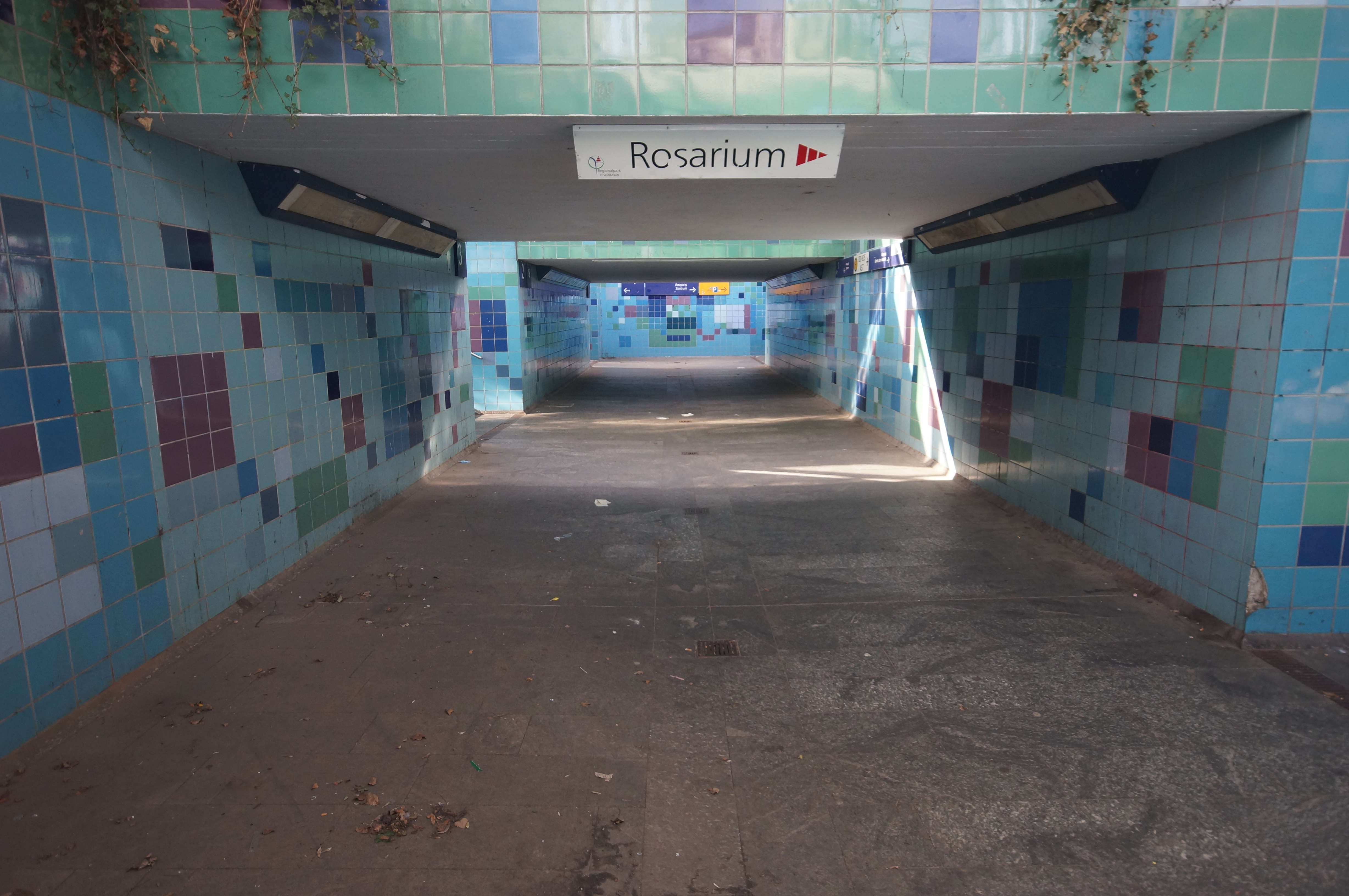
Personentunnel des Hattersheimer Bahnhofs

Am dreigleisigen Bahnhof Hattersheim (Main) halten ausschließlich Züge der Linie S1 der S-Bahn Rhein-Main. Er besitzt einen Haus- und einen Inselbahnsteig. Auf Gleis 2 fahren die S-Bahnen nach Hochheim und Wiesbaden, auf Gleis 3 die Züge der Gegenrichtung über Frankfurt (Main) Hauptbahnhof nach Rödermark-Ober-Roden. Südlich des Bahnhofsgebäudes befindet sich  ein einseitig angebundenes Abstellgleis.
Der Hattersheimer Bahnhof ist nicht barrierefrei, die Bahnsteighöhe beträgt allerdings schon 76 cm.

### Parkplätze
Am Bahnhof gibt es P+R-Parkplätze sowie Fahrradabstellplätze.

### Wissenswert
Etwa 100 Meter nordöstlich des Bahnhofs quert die Bahn den Schwarzbach und den ihn begleitenden Fußweg auf einer eher unscheinbaren zweibogigen Brücke aus Sandstein. Diese stammt aus der Ursprungszeit der Bahn von 1839 und ist damit – zusammen mit der Eisenbahnbrücke Nied – eine der ältesten noch in Betrieb befindlichen Eisenbahnbrücken in Deutschland. Sie beruht auf einem Entwurf von Paul Camille von Denis. Die Brücke wurde 1911 mit Beton saniert. Sie ist ebenfalls ein Baudenkmal aufgrund des Hessischen Denkmalschutzgesetzes.

## Betrieb
Hattersheim liegt im Tarifgebiet des Rhein-Main-Verkehrsverbundes (RMV).

### S-Bahn
Die S-Bahnen fahren montags bis freitags im Halbstundentakt auf der Strecke Wiesbaden Hauptbahnhof – Rödermark-Ober-Roden. In den Hauptverkehrszeiten wird dieser Takt auf einen Viertelstundentakt ausgeweitet, wobei jeder zweite Zug in Hochheim beginnt bzw. endet.  
| Linie | Verlauf | Takt                                                                                     |
| ----- | --- | ---------------------------------------------------------------------------------------- |
| S1    | Wiesbaden Hbf – Wiesbaden Ost – Mainz-Kastel – Hochheim (Main) – Flörsheim (Main) – Eddersheim – Hattersheim (Main) – Frankfurt-Sindlingen – Frankfurt-Höchst Farbwerke – Frankfurt-Höchst – Frankfurt-Nied – Frankfurt-Griesheim – Frankfurt (Main) Hbf tief – Frankfurt (Main) Taunusanlage – Frankfurt (Main) Hauptwache – Frankfurt (Main) Konstablerwache – Frankfurt (Main) Ostendstraße – Frankfurt (Main) Mühlberg – Offenbach-Kaiserlei – Offenbach Ledermuseum – Offenbach Marktplatz – Offenbach (Main) Ost – Offenbach-Bieber – Offenbach-Waldhof – Obertshausen – Rodgau-Weiskirchen – Rodgau-Hainhausen – Rodgau-Jügesheim – Rodgau-Dudenhofen – Rodgau-Nieder-Roden – Rodgau-Rollwald – Rödermark-Ober Roden | 30 min 15 min (Hochheim–Rödermark zur HVZ und Flörsheim–Offenbach Ost werktags tagsüber) |

### Busverkehr
An der als Busbahnhof ausgeführten Bushaltestelle Hattersheim Bahnhof Süd auf der Südseite des Bahnhofs fahren die Busse des Stadtverkehrs Hattersheim (5 reguläre Linien, 2 AST-Linien) sowie seit Dezember 2016 die Schnellbuslinie X17 ab. Diese verbinden den Bahnhof mit der Hattersheimer Innenstadt, Eddersheim, Okriftel, Hofheim am Taunus und dem Frankfurter Flughafen.
An der auf der Nordseite des Bahnhofs befindlichen Bushaltestelle Hattersheim Bahnhof Nord fahren die Hattersheimer Stadtbuslinien 831 und 832 in Richtung Hattersheim Innenstadt ab.